# Bate & Volta
Bate & Volta foi um reality show brasileiro exibido pela Rede Bandeirantes. A primeira temporada do programa estreou em 17 de maio de 2016 e terminou em 2 de agosto de 2016 em 12 episódios.

## Primeira temporada (2016)

### Participantes
| Episódio | Data de exibição    | Participantes                      |
| -------- | ------------------- | ---------------------------------- |
| 1        | 17 de maio de 2016  | José Luiz Datena e Luciana Gimenez |
| 2        | 24 de maio de 2016  | Érick Jacquin e Gabriela Pugliesi  |
| 3        | 31 de maio de 2016  | Biel e Ronnie Von                  |
| 4        | 7 de junho de 2016  | Aline Riscado e Rafael Infante     |
| 5        | 14 de junho de 2016 | Alinne Rosa e Maurício Meirelles   |
| 6        | 21 de junho de 2016 | Dudu Nobre e Ellen Jabour          |
| 7        | 28 de junho de 2016 | Miranda e Thaíde                   |
| 8        | 5 de julho de 2016  | Mara Maravilha e Mr Catra          |
| 9        | 12 de julho de 2016 | Denilson e Nicole Bahls            |
| 10       | 19 de julho de 2016 | Rick Bonadio e Thati Lopes         |
| 11       | 26 de julho de 2016 | Neto e Sônia Abrão                 |
| 12       | 2 de agosto de 2016 | Carioca e Gaby Amarantos           |

### Audiência
| Episódio | Data                | Audiência | Ref.   |
| -------- | ------------------- | --------- | ------ |
| 1        | 17 de maio de 2016  | 3.0       | [ 2 ]  |
| 2        | 24 de maio de 2016  | 3.3       | [ 3 ]  |
| 3        | 31 de maio de 2016  | 3.1       | [ 4 ]  |
| 4        | 7 de junho de 2016  | 3.1       | [ 5 ]  |
| 5        | 14 de junho de 2016 | 2.9       | [ 6 ]  |
| 6        | 21 de junho de 2016 | 2.0       | [ 7 ]  |
| 7        | 28 de junho de 2016 | 2.5       | [ 8 ]  |
| 8        | 5 de julho de 2016  | 3.1       | [ 9 ]  |
| 9        | 12 de julho de 2016 | 3.5       | [ 10 ] |
| 10       | 19 de julho de 2016 | 3.1       | [ 11 ] |
| 11       | 26 de julho de 2016 | 4.1       | [ 12 ] |
| 12       | 2 de agosto de 2016 | 3.5       | [ 13 ] |